# Carlo I (vescovo di Torino)
Carlo I di Torino (... – Torino, 1169) è stato un vescovo cattolico italiano.

## Biografia
I primi documenti che testimoniano la vita di Carlo I, vescovo di Torino, risalgono alla sua elezione del 1147 quando, non appena raggiunta la sede episcopale torinese, scrisse a papa Eugenio III per informarlo di alcune divergenze che aveva riscontrato in diocesi tra i monaci di San Giusto di Susa e i canonici regolari della potente Prepositura di Oulx.
Carlo I si insediò in un periodo di particolare fermento per Taurinum, che da poco era costituito libero comune retto da sei Consules.
Nel 1158 il vescovo Carlo fu presente alla Dieta di Roncaglia convocata dall'imperatore Federico I assieme ad altri prìncipi e vescovi italiani. Questo episodio non è da trascurare poiché il crescente potere vescovile di Carlo I portò ad uno stretto legame politico con il Barbarossa, come testimonia un diploma imperiale da lui conferito alla curia vescovile nel 1159. L'ottenimento di tale riconoscimento fu una conferma del dominio vescovile sull'antica marca di Torino che, di fatto, costituì una sorta di principato ecclesiastico in cui il potere del vescovo Carlo si estese in un raggio di più di una decina di chilometri, includendo anche il libero comune di Chieri. 
A ulteriore conferma del predominio ecclesiastico sulle precedenti istituzioni del potere cittadino fu l'assenza di citazione dell'operato dei sei Consules dai registri ufficiali, che riprese soltanto a partire dal 1170.
Morì a Torino nel 1169.